# Akraberg

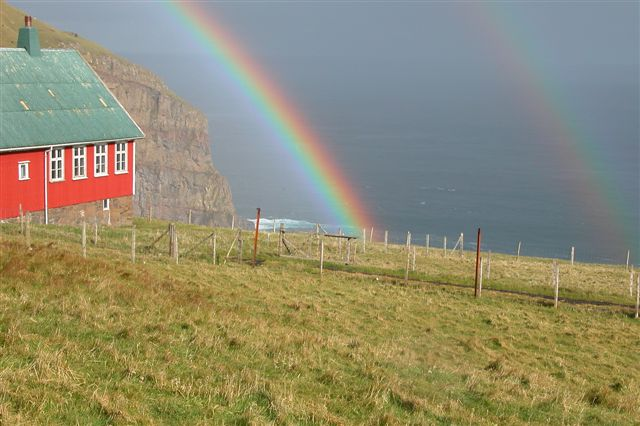
Arco-íris em Akraberg

Akraberg é o ponto mais a sul da ilha de Suðuroy, no arquipélago das Ilhas Faroé. Pertence à comuna de Sumba, possuindo ligação por estrada ao resto da ilha.

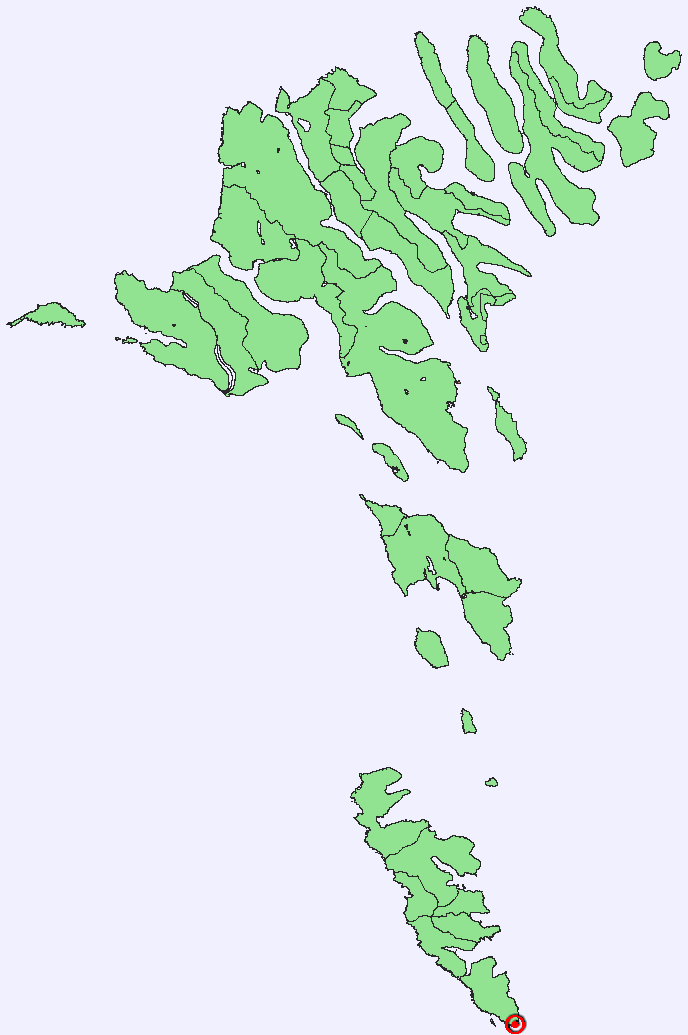
Localização de Akraberg no arquipélago

Atualmente, não existe nenhuma povoação neste local, embora tenha existido a partir do 1040 uma colónia frísia, cuja população viria a ser dizimada pela peste negra em 1350. Os frísios desta colónia permaneceram pagãos muito tempo após o resto das Ilhas Faroé ter sido cristianizado.
A cerca de 5 km a sul de Akraberg encontra-se o ponto mais a sul de todo o arquipélago, que não é mais que uma rocha, conhecida como Munkurin. As correntes entre Suðuroy e Munkurin são conhecidas por serem muito fortes. Em 1884, a rocha Munkurin partiu-se em duas.
Em Akraberg é possível observar um farol datando de 1909 e uma antena de emissão de rádio, usada pela rádio faroesa Útvarp Føroya, na frequência de 531 kHz com uma potência de 200 kW. 
Junto ao farol existem antigas casas para os faroleiros. O farol é hoje automático, não existindo pessoal permanentemente no local. As casas são atualmente usadas para férias e ocasionalmente pelo pessoal que periodicamente realiza a manutenção do farol.
Durante a Segunda Guerra Mundial o exército britânico possuía um posto de rádio em Akraberg. Em 1942, Akraberg foi bombardeado pelo exército alemão. 